# Zanzibar (musikgrupp)
Zanzibar är ett ungerskt rock- och popband, grundat 1999 i Cegléd. Musiken är en blandning av energisk pop, rock och elektronisk musik.

## Bandmedlemmar
- Miklós Steklács - gitarr
- Rita Terecskei - sång
- József Gábor Sidlovics - gitarr
- Gabszi - bas
- Doni - trummor

## Diskografi
- 2005 – Új napra ébredsz
- 2005 – Ilyen az élet
- 2004 – Az igazi nevem
- 2002 – Ugyanaz vagyok